# Jacob-Henle-Medaille
Die Jacob-Henle-Medaille ist ein Wissenschaftspreis der medizinischen Fakultät der Georg-August-Universität Göttingen. Der Preis jährlich wird für „herausragende, medizinisch relevante wissenschaftliche Leistungen“ vergeben. Die Vergabe geht mit der Jacob-Henle-Vorlesung durch den Preisträger einher. Die Medaille ist nach dem Anatomen und Physiologen Jakob Henle (1809–1885) benannt, der 33 Jahre in Göttingen tätig war.

## Preisträger
- 1988: Karl Julius Ullrich
- 1989: Paul Janssen
- 1990: Wilhelm Kriz
- 1991: Wolfgang Gerok
- 1992: Bruno Lunenfeld
- 1993: Peter Hans Hofschneider
- 1994: Friedrich Vogel
- 1995: Andreas Oksche
- 1996: Harald zur Hausen
- 1997: Bengt Hagberg
- 1998: Rainer Greger
- 2001: Friedmund Neumann
- 2002: Hans-Peter Zenner
- 2003: Helga Rehder
- 2004: Hans-Jochem Kolb
- 2006: Eberhard Ritz
- 2008: Klaus Thurau
- 2009: Sebastian Bachmann
- 2010: Martin Lohse
- 2011: Karl Sperling
- 2012: Peter Lichter
- 2013: Michael Frotscher
- 2014: Raghu Kalluri
- 2015: Kari Kustaa Alitalo
- 2016: Jens Frahm
- 2017: Hartmut Wekerle
- 2018: Frances M. Ashcroft
- 2019: Stefan Rose-John
- 2023: Markus W. Büchler